# Esa Lindell
Esa Lindell (ur. 23 maja 1994 w Helsinkach) – fiński hokeista, reprezentant Finlandii.

## Kariera klubowa
- Jokerit U16 (2008-2010)
- Jokerit U18 (2009-2011)
- Jokerit U20 (2011-2013)
  -  Kiekko-Vantaa (2011-2014)
- Jokerit (2012-2014)
- Ässät (2014-2015)
- Texas Stars (2015-2017)
- Dallas Stars (2015-)

Wychowanek klubu TJV. Karierę rozwijał w stołecznym klubie Jokerit. W drafcie NHL z 2012 został wybrany przez amerykański klub Dallas Stars (trzecia runda, numer 74). Od 2012 rozpoczął występy w seniorskich rozgrywkach Liiga, podpisując z Jokeritem dwuletni kontrakt. Od marca 2014 zawodnik klubu Ässät, po czym w maju 2014 podpisał kontrakt wstępny w Dallas Stars. Następnie na zasadzie wypożyczenia występował w Ässät w sezonie Liiga (2014/2015). W marcu 2015 został przekazany do zespołu farmerskiego, Texas Stars w lidze AHL. 24 maja 2015 w KHL Junior Draft został wybrany przez białoruski klub Dynama Mińsk. Od sezonu NHL (2015/2016) podjął występy w barwach Dallas Stars, z którym w połowie 2017 przedłużył kontrakt o dwa lata.

## Kariera reprezentacyjna
Występował w kadrach juniorskich Finlandii do lat 17, 18, 19 i 20. Uczestniczył w turniejach mistrzostw świata juniorów do lat 18 edycji 2012 oraz mistrzostwach świata do lat 20 edycji 2014. W kadrze seniorskiej uczestniczył w turniejach mistrzostw świata edycji 2015, 2016, 2022, Pucharu Świata 2016.

## Sukcesy
Reprezentacyjne
- Srebrny medal olimpijskiego festiwalu młodzieży Europy: 2011 z Finlandią do lat 17
- Złoty medal mistrzostw świata juniorów do lat 20: 2014
- Srebrny medal mistrzostw świata: 2016
- Złoty medal mistrzostw świata: 2022

Klubowe
- Złoty medal Jr. C SM-sarja: 2009, 2010 z Jokerit U16
- Srebrny medal Jr. A SM-sarja: 2012 z Jokerit U18

Indywidualne
- Jr. A SM-sarja 2011/2012:
  - Najlepszy zawodnik miesiąca - październik 2009
  - Pierwsze miejsce w klasyfikacji strzelców wśród obrońców w sezonie zasadniczym: 21 goli
  - Pierwsze miejsce w klasyfikacji asystentów wśród obrońców w sezonie zasadniczym: 30 asyst
  - Pierwsze miejsce w klasyfikacji kanadyjskiej wśród obrońców w sezonie zasadniczym: 51 punktów
  - Najlepszy zawodnik sezonu (Trofeum Teemu Selänne)
- Mistrzostwa świata do lat 18 w hokeju na lodzie mężczyzn 2012/Elita:
  - Szóste miejsce w klasyfikacji asystentów turnieju: 6 asyst[5]
  - Piąte miejsce w klasyfikacji kanadyjskiej wśród obrońców turnieju: 6 punktów[6]
- Mistrzostwa Świata Juniorów w Hokeju na Lodzie 2014/Elita:
  - Czwarte miejsce w klasyfikacji kanadyjskiej wśród obrońców turnieju: 5 punktów[7]
- Liiga (2014/2015):
  - Pierwsze miejsce w klasyfikacji strzelców goli wśród obrońców w sezonie zasadniczym: 14 goli (Trofeum Juhy Rantasili)
  - Pierwsze miejsce w klasyfikacji kanadyjskiej wśród obrońców w sezonie zasadniczym: 35 punktów
  - Pierwsze miejsce w klasyfikacji średniego czasu spędzonego na lodzie podczas meczu: 24 min. 56 sek.
  - Najlepszy obrońca sezonu (Trofeum Pekki Rautakallio)
  - Skład gwiazd sezonu
- Mistrzostwa Świata w Hokeju na Lodzie 2015/Elita:
  - Jeden z trzech najlepszych zawodników reprezentacji na turnieju[8]
- AHL (2015/2016): Mecz Gwiazd AHL